# Cucuphas

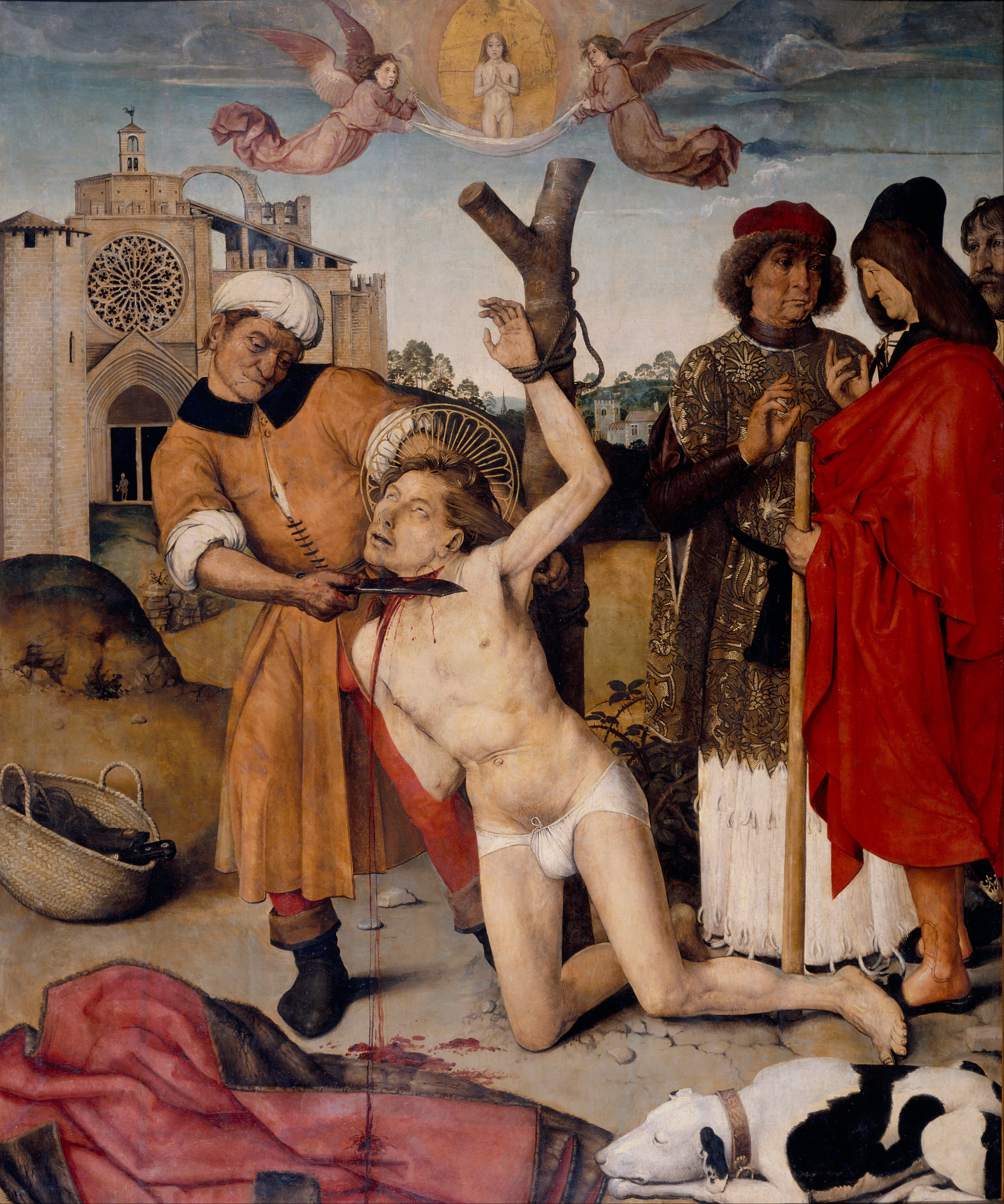
Ayne Bru: Martyrium des hl. Cucuphas (um 1507)

Sankt Cucuphas (auch Cucufas oder Qaqophas; Katalanisch: Cugat, Culgat oder Cougat, Spanisch: Cucufate, Cucufato oder Cocoba(s), Französisch: Cucuphat, Cucufa, Cucuphat oder Quiquenfat, Galicisch: Covade oder Cobad, Okzitanisch: Cophan, Asturisch: Cucao) ist ein frühchristlicher Märtyrer und Heiliger. Die genauen Lebensdaten sind unbekannt – manchmal wird sein Geburtsjahr mit 269 oder 270 und sein Sterbejahr mit 303 oder 304 angegeben.

## Leben und Tod
Der Überlieferung zufolge stammte er aus Scilium in Nordafrika; er sei mit dem hl. Felix zu Beginn des 4. Jahrhunderts nach Barcelona gekommen um die Region zu missionieren. Er sei den Armen gegenüber großzügig gewesen und habe Wunder vollbracht. Im Jahr 304 habe er im Zuge der diokletianischen Christenverfolgungen bei Barcelona den Märtyrertod erlitten. Zwei christliche Frauen, Juliana und Semproniana, hätten seinen Leichnam bestattet und seien dafür ebenfalls als Märtyrerinnen gestorben. Über seinem Grab wurde später das Benediktinerkloster Sant Cugat del Vallès errichtet.
Eine andere Legende schmückt sein Martyrium mit unglaublichen Details aus: Er soll zwölf Soldaten übergeben worden sein, die ihn auspeitschten und seine Haut mit eisernen Nägeln und Skorpionen traktierten. Lebendig wurde er in ein Fass mit Pfeffer und Essig gelegt; dann sei er gegrillt worden, doch eine himmlische Macht bewahrte ihn vor dem Tod. Auch das Verbrennen auf einem Scheiterhaufen konnte ihn nicht töten, dafür aber einige der Soldaten. Er wurde ins Gefängnis geworfen, wo durch eine Lichterscheinung in seiner Zelle einige seiner Wärter zum christlichen Glauben bekehrt wurden. Am nächsten Tag setzte man die Folter fort; der Wagen des Präfekten Maximinianus fing daraufhin Feuer, er selbst verbrannte. Daraufhin befahl der neue Präfekt Rufus die sofortige Enthauptung Cucuphas’ mit dem Schwert.

## Verehrung

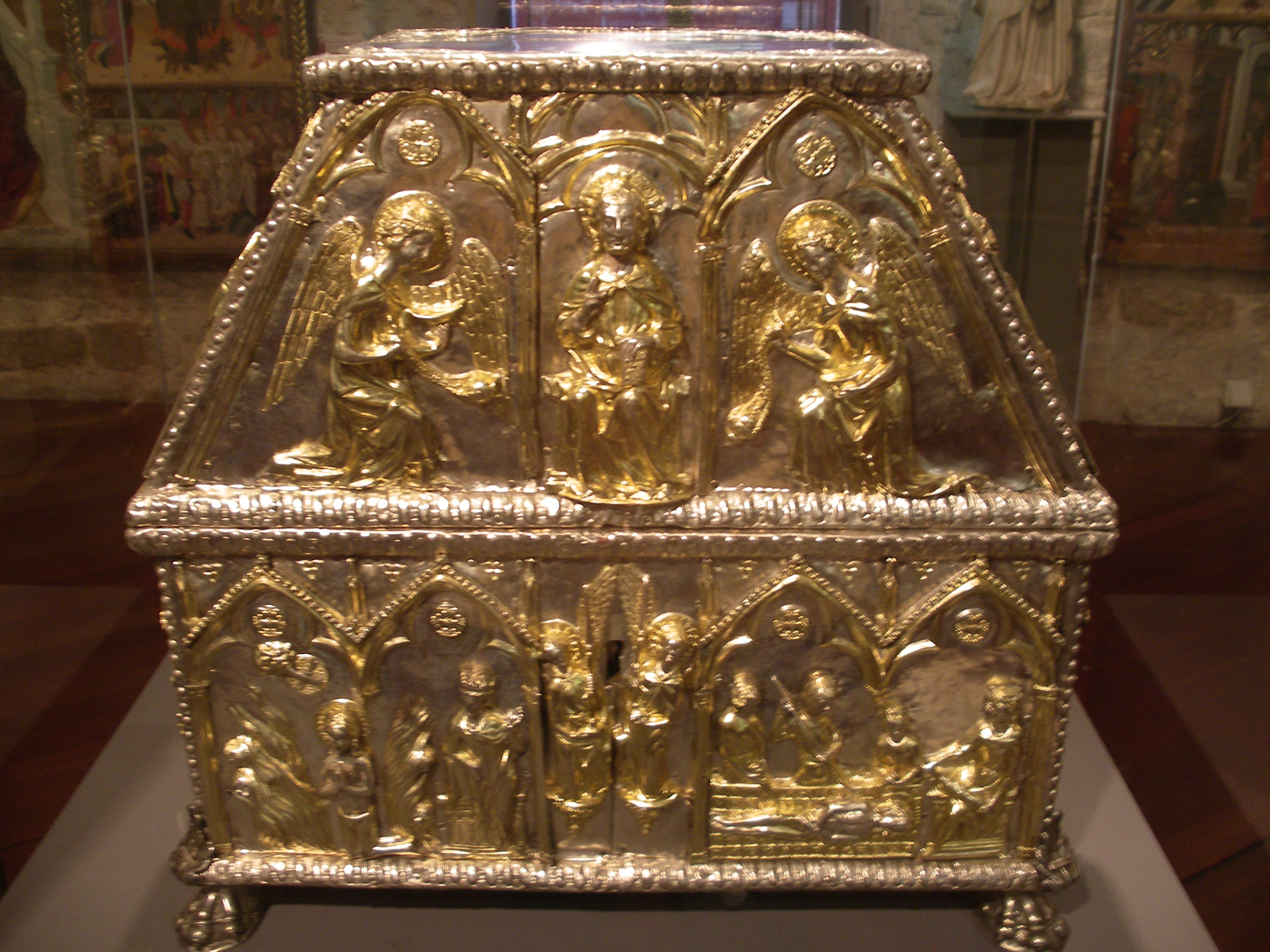
Gotischer Reliquienschrein mit Szenen des Wirkens und des Martyriums des hl. Cucuphas

Cucuphas ist im Martyrologium Hieronymianum und in anderen Schriften des Mittelalters erwähnt. Sein Gedenktag ist der 25. oder – je nach Region – der 27. Juli. Seine Reliquien werden im Kloster Sant Cugat del Vallès aufbewahrt; Teile gelangten angeblich bereits im 8. oder 9. Jahrhundert in die ehemalige Abteikirche von Saint-Denis bei Paris, später auch auf die Insel Reichenau sowie in die Kathedralen von Oviedo und Braga. Er ist einer der wenigen frühchristlichen Heiligen, der nicht als Schutzpatron einer Berufsgruppe oder als Beschützer vor Krankheiten verehrt wird; allerdings sollen im Mittelalter zahlreiche Bucklige zu seinem Grab gepilgert sein.
Die Stadt Sant Cugat del Vallès ist nach ihm benannt; drei bedeutende romanische Kirchen Kataloniens tragen sein Patrozinium:
- Sant Cugat del Racó
- Sant Cugat del Vallès
- Sant Cugat de Gavadons

## Darstellungen
Darstellungen des Heiligen oder seines Martyriums sind äußerst selten.